# Piketon
Piketon ist ein Village des Pike Countys im US-Bundesstaat Ohio mit gut 2.000 Einwohnern.
Der Ort am Scioto River war von 1815 bis 1845 Verwaltungssitz des Countys.
Beim Tornado Outbreak vom 2./3. März 2012 nahmen direkt südwestlich von Piketon an der Urananreicherungsanlage Portsmouth Gaseous Diffusion Plant lediglich ein paar Bäume und ein Wohnmobil Schaden, da es sich hier nur um einen Tornado der schwächsten Stufe EF0 handelte, während die stärkeren der Stufe EF4 in 100 Kilometer Entfernung über Kentucky wüteten.

## Persönlichkeiten
- Robert Lucas (1781–1853), Gouverneur